# Château de Rochefort (Amplepuis)
Pour les articles homonymes, voir Château de Rochefort.
Situé sur la commune d'Amplepuis dans le Rhône, le château de Rochefort date des XIVe et XVIIe siècles ; Il est aujourd’hui la résidence de la famille de La Brosse. Il comprend le pavillon d'entrée (inscrit aux monuments historiques).
À 3 km, à mi-chemin du col du Pin Bouchain, se dresse la solide silhouette du château (XIVe et XVIIe siècles). Un pont-levis revêtu d'un grand portail en pierre de taille donne accès à la cour. À chaque coin, une tour carrée couverte à la française. Le temps et les intempéries ont mis à mal le bâtiment que l'on ne visite pas, mais dont on peut voir l'extérieur sous divers aspects. 

## Historique
Ancienne seigneurie ayant appartenu à Guichard de Sarron en 1460, à Claude de Rébé qui en 1557 fonda la première école au bourg d'Amplepuis, puis à Pierre d'Auxerre et aux de Pomey, en 1789. 
Le château est inscrit au titre des monuments historiques en 2009 pour les éléments suivants : 
le château, son pavillon d'entrée, les deux terrasses du château, les douves et le pont qui relie le château au jardin régulier, les façades et toitures des communs, le sol de la cour du château, de la cour des communs et de la basse-cour, le jardin régulier et la garenne, les murs de clôture.
Le château est la propriété d'une personne privée ; actuellement propriété de la famille de Varax.